# Міє-Мару
Міє-Мару (Mie Maru) — транспортне судно, яке під час Другої світової війни брало участь у операціях японських збройних сил на Тихому океані.
Судно спорудили в 1920 році. Якийсь час воно належало компанії Kinkai Yusen, а 1939-го придбане Nippon Yusen Kaisha K.K.
24 липня 1943-го «Міє-Мару» перебувало біля західного узбережжя Нової Гвінеї в районі Бабо, де підірвалось на виставленій австралійцями міні та затонуло.